# Die Zeit, die Zeit (Roman)
Die Zeit, die Zeit ist ein Roman des Schweizer Autors Martin Suter. Er erschien im September 2012 im Diogenes Verlag.

## Inhalt
Die Hauptfigur des Romans ist Peter Taler, ein 42-jähriger Sachbearbeiter in der Finanzabteilung eines Bauunternehmens. Talers Frau Laura wird vor der Wohnungstür erschossen und er kommt über ihren Tod nicht hinweg. Talers Lebensziel ist es fortan, den Mörder zu finden und ihn mit seiner Pistole zu töten.
Bei der allabendlichen Observation der umliegenden Häuser wird Taler auf seinen Nachbarn Knupp aufmerksam, der sich merkwürdig verhält und für verrückt gehalten wird. Knupps Frau ist vor 20 Jahren an Malaria gestorben und Knupp fühlt sich mitschuldig an ihrem Tod. Der 82-Jährige ist Zeit-Nihilist und vertritt die These, dass es Zeit nicht gibt, sondern nur Veränderung. Er will deshalb die gesamte Umgebung – Bäume, Autos etc. – exakt so arrangieren, wie sie auf Fotos aus dem Jahr 1991 abgebildet ist. Auf diese Weise erhofft er sich, seine Frau zurückzugewinnen und der Geschichte einen anderen Verlauf zu geben.
Mittels Fotos, die Hinweise auf den Mörder von Talers Frau versprechen, erpresst Knupp Taler und zwingt diesen, ihm bei seinem Vorhaben, alle Veränderungen rückgängig zu machen, behilflich zu sein. Die beiden Männer gestalten mit erheblichem finanziellen und zeitlichen Aufwand die umliegenden Häuser, Gärten und Knupps Wohnung auf den Zustand von 1991 um. Dabei entlarvt Taler Knupp als Mörder von Laura und erschießt ihn in dessen Haus.
Das Buch endet mit einem kurzen letzten Kapitel, das eine Wendung beinhaltet.

## Kritiken
„Ein Roman, der zum Denken anregt und unsere Welt für einen Moment auf den Kopf stellt. ‚Die Zeit, die Zeit‘ ist ein absolutes Muss für alle Suter-Fans und die, die es werden wollen.“

„‚Die Zeit, die Zeit‘ ist eine Art Science-Fiction im Kleinbürgermilieu. Er beginnt atmosphärisch stark, aber er endet in der Erbsenzählerei. Seitenlang wird jedes Buchsbäumchen, jede Birke, jedes Kinderspielzeug rekonstruiert. Auch die Auflösung des Mordfalls ist nicht überraschend. Am Ende greift der Autor zum einfachsten Trick, das Ganze plausibel erscheinen zu lassen.“

„Mit seiner gewohnt schnörkellosen, direkten Sprache gelingt es dem früheren Werbetexter dabei auch erneut, Spannung zu erzeugen. ‚Die Zeit, die Zeit‘ kommt aber bei weitem nicht an seine früheren Erfolgs-Romane (wie ‚Small world‘, ‚Lila, Lila‘ oder ‚Der Teufel von Mailand‘) heran. Die Geschichte verliert sich zunehmend in uninteressanten Einzelheiten und endet schließlich nicht nur völlig überraschend, sondern auch unplausibel.“

## Buchausgaben
- Hardcover: Diogenes, Zürich 2012, ISBN 978-3-257-06830-6